# Eudicronychus
Eudicronychus là một chi bọ cánh cứng trong họ 
Elateridae.
Chi này được miêu tả khoa học năm 1931 bởi Méquignon.

## Các loài
Các loài trong chi này gồm:
- Eudicronychus aethiopicus (Girard, 1991)
- Eudicronychus ambiguus Schwarz
- Eudicronychus distinctus Girard, 1991
- Eudicronychus luluanus Girard, 1991
- Eudicronychus ngayensis (Girard, 1991)
- Eudicronychus nigerianus Girard, 1991
- Eudicronychus rugosus Girard, 1991
- Eudicronychus serraticornis (Laporte, 1840)
- Eudicronychus striatus Fleutiaux, 1935
- Eudicronychus vaneyeni Girard, 1991